# Awwad Alawwad
Awwad Saleh Abdullah Al Awwad (Riad, 11 de abril de 1972) es un político saudí que se ha desempeñado como Ministro de Cultura e Información de Arabia Saudita desde abril de 2017, y como embajador de Arabia Saudita en Alemania desde octubre de 2015 hasta abril de 2017. Es actualmente el jefe de la Comisión de Derechos Humanos nombrado por real decreto con rango de ministro en agosto de 2019.

## Carrera
De 2003 a 2010 fue director del departamento inversiones de la Saudi Arabian General Investment Authority. Desde 2003 fue responsable de la programa de "10 por 10", programa que tiene como objetivo establecer la Economía de Arabia Saudita como una de las 10 de la economías más competitivas en el mundo por 2010. El 11 de diciembre de 2015 presentó su carta como embajador ante el presidente de Alemania, Joachim Gauck, en el Palacio de Bellevue.

### Acusaciones
El 23 de marzo de 2021 la relatora especial sobre ejecuciones extrajudiciales, Agnès Callamard, dijo en una entrevista con el diario The Guardian que un alto funcionario saudí había proferido dos veces amenaza de muerte en su contra en una reunión con varios funcionarios de Naciones Unidas.  En 2019 Callamard investigó el asesinato del periodista Yamal Jashogyi en la embajada de Arabia Saudita en Estambul y concluyó que había pruebas suficientes para implicar al príncipe heredero Mohamed bin Salmán.
El 25 de marzo el mismo medio reveló que Alawwad era el autor de esas amenazas. El alto comisionado de la ONU para los derechos humanos (ACNUDH) confirmó el relato de Callamard.